# Pustevny

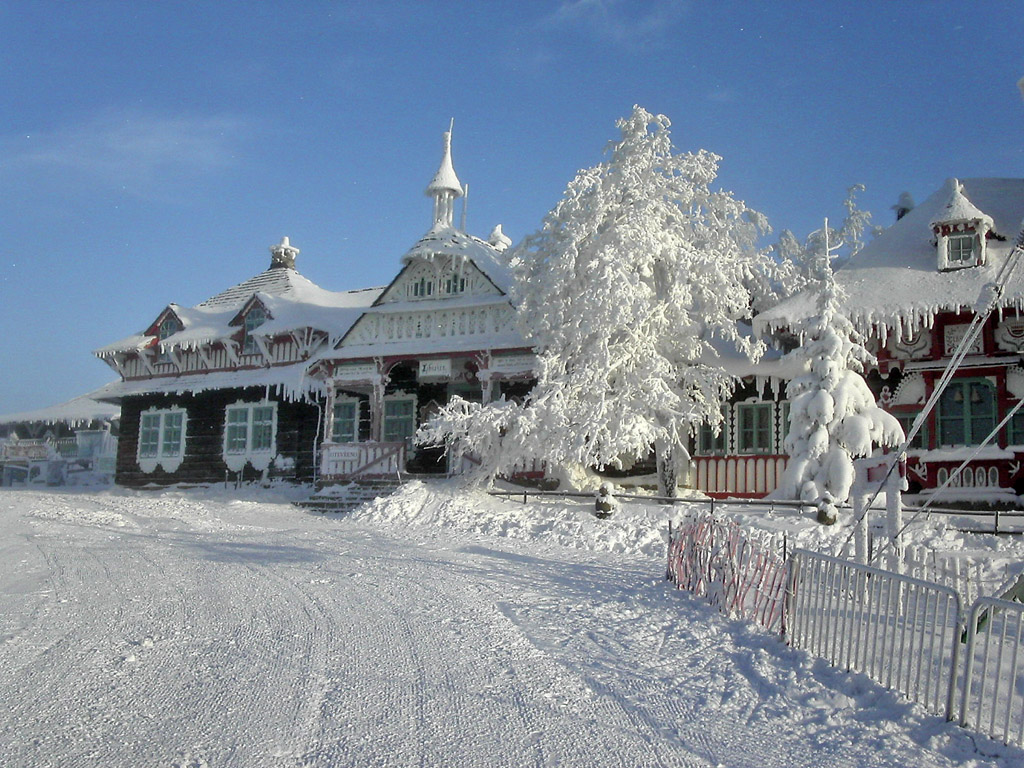
Đèo Pustevny vào mùa đông

Đèo Pustevny (cao 1018 mét so với mực nước biển) là con đèo thuộc dãy núi Moravia-Silesia, nằm gần dãy núi Radhošť của thành phố Prostřední Bečva, Cộng hòa Séc. Đây là nơi cư trú của các ẩn sĩ đến năm 1874, vì vậy đèo được đặt tên là Pustevny (trong tiếng Séc có nghĩa là ẩn sĩ). Những ngôi nhà bằng gỗ xây dựng cạnh nhau theo phong cách kiến trúc dân gian truyền thống tạo nên nét đặc sắc cho khung cảnh nơi đây. Chủ nhân của thiết kế này chính là kiến trúc sư nổi tiếng người Slovakia Dušan Jurkovič.

## Các tòa nhà

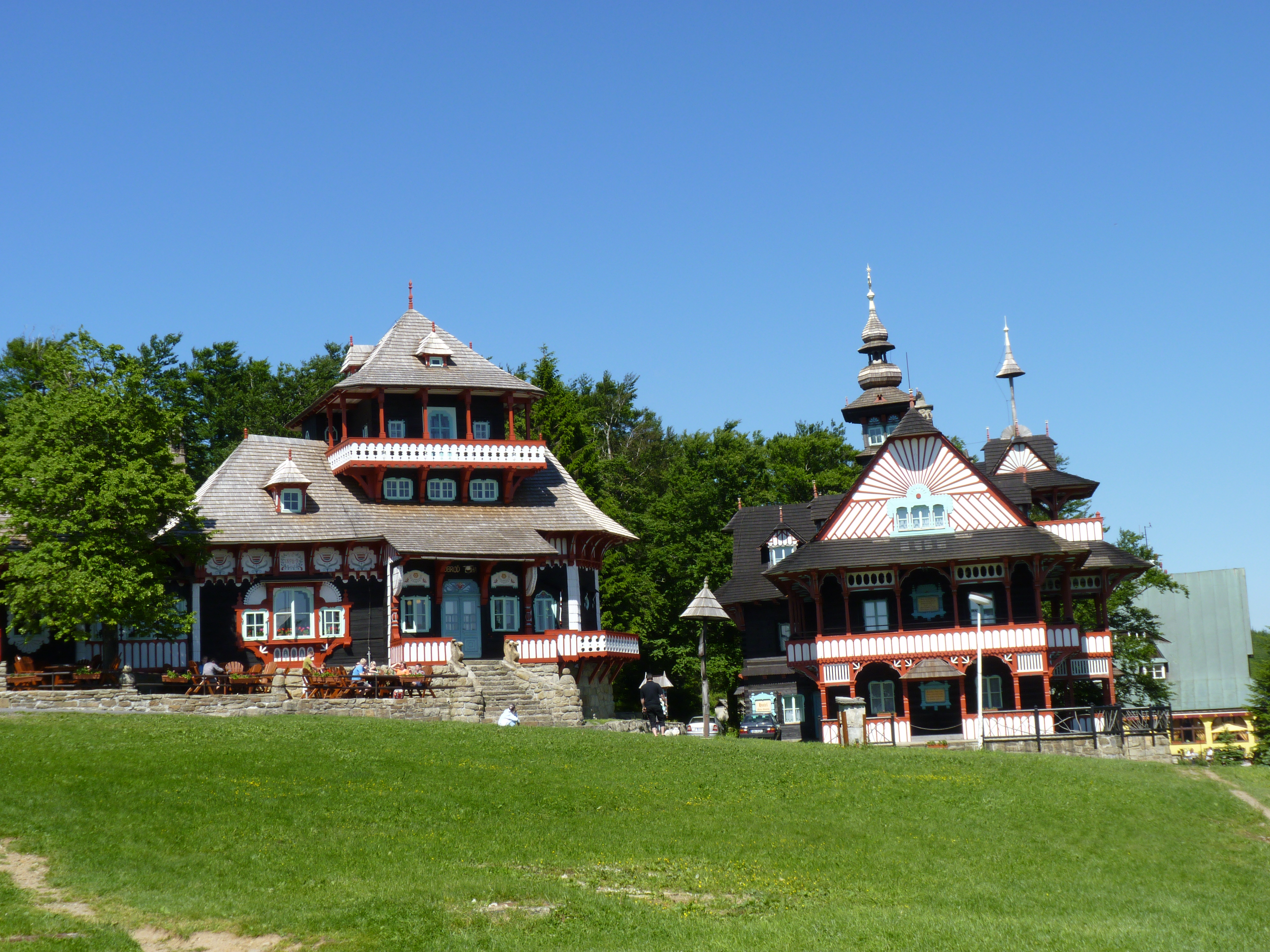
Trái - Libušín, phải - Maměnka

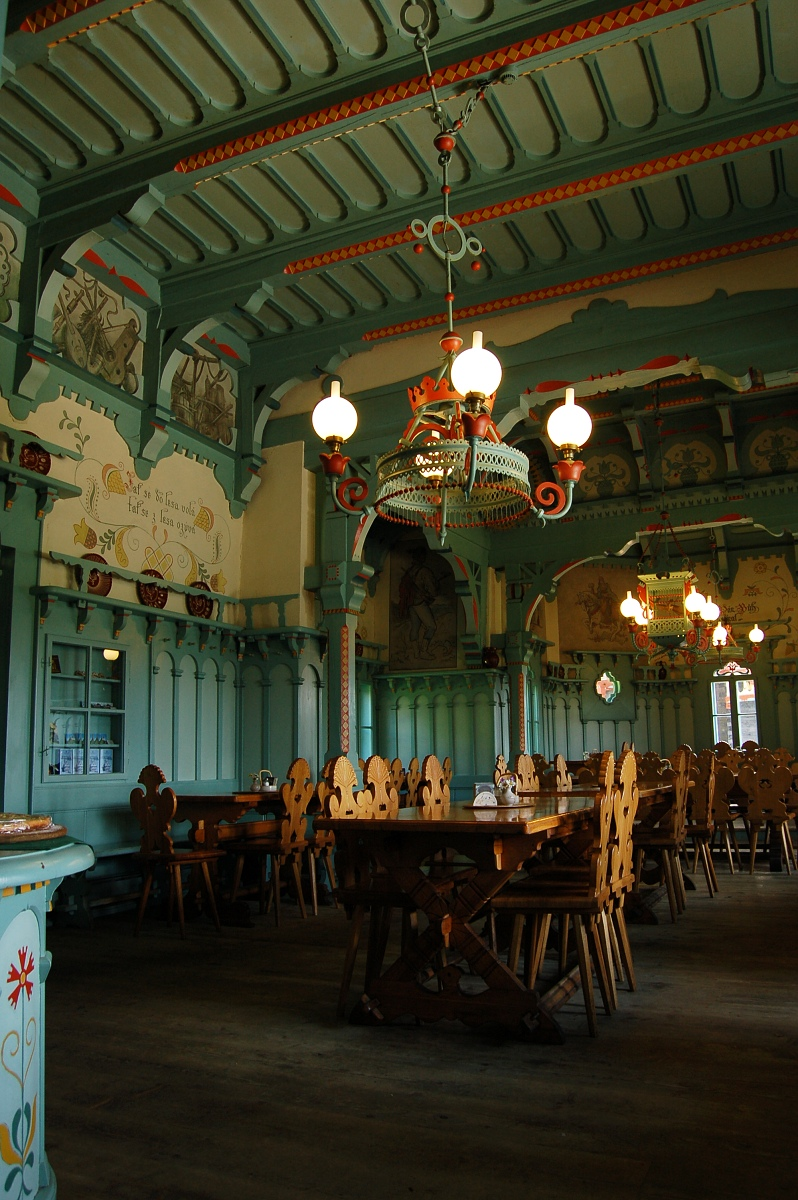
Nội thất của Libušín

### Libušín và Maměnka
Vào năm 1898, câu lạc bộ du lịch Pohorská jednota Radhošť tiến hành xây dựng 2 toàn nhà Libušín và Maměnka với chất liệu bằng gỗ và theo phong cách kiến trúc Slavic đặc trưng của vùng Valašsko. Từ đó, hai tòa nhà này trở thành địa điểm tham quan nổi tiếng nhất ở đèo Pustevny. Tuy nhiên, vào ngày 3 tháng 3 năm 2014, một vụ hỏa hoạn không may xảy ra phá hủy một cách nặng nề căn nhà Libušín.

### Tháp chuông ở Pustevny
Tháp chuông cũng là một trong số các công trình kiến trúc nổi tiếng của kiến trúc sư Dušan Jurkovič trên đèo Pustevny. Một thời gian sau khi xây dựng, kết cấu của tháp chuông trở nên xuống cấp nghiêm trọng, nhưng do bản thiết kế gốc đã không còn, nên tháp chuông đã được phục hồi dựa theo thiết kế của các công trình kiến trúc khác.

### Các tòa nhà khác trong khu vực

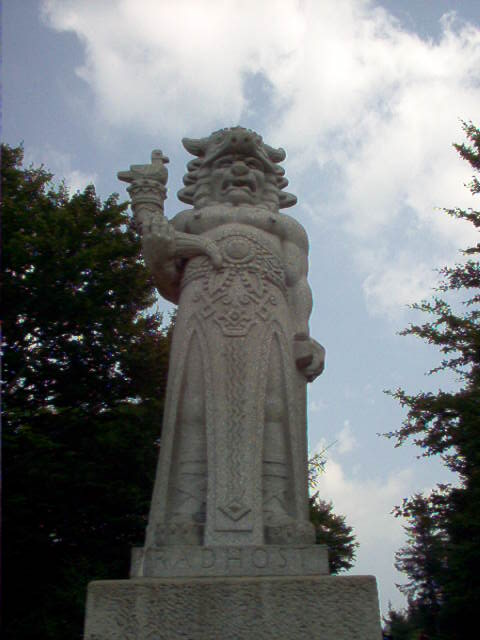
Tượng Thần Pagan Radegast

Trên lối đi bộ dọc theo sườn núi từ đèo Pustevny đến đỉnh Radhošť, khách tham quan sẽ lần lượt đi qua nhà nguyện cổ (xây dựng vào năm 1898), tượng điêu khắc các Thánh Kyrillô và Mêthôđiô (xây dựng từ năm 1905), và tượng thánh Radegast nổi tiếng (xây dựng năm 1931) nằm ở giữa đoạn đường.

### Khu trượt tuyết Pustevny
Đèo Pustevny không chỉ thu hút khách tham quan, mà còn là địa điểm lý tưởng dành cho những người yêu thích bộ môn trượt tuyết với khu trượt tuyết hiện đại Pustevny được trang bị 11 thang máy và một ghế nâng.